# Đất Lửa
Tierra del Fuego (/tiˈɛərə dɛl ˈfweɪɡoʊ/, tiếng Tây Ban Nha: [ˈtjera ðel ˈfweɣo]; dịch nghĩa là "Đất Lửa") là một quần đảo ngoài khơi mũi cực nam của đại lục Nam Mỹ, cách nhau qua eo biển Magellan. Quần đảo này gồm có đảo chính Isla Grande de Tierra del Fuego có diện tích 48.100 km2 (18.572 dặm vuông Anh), và nhiều đảo như Cape Horn và quần đảo Diego Ramírez. Tierra del Fuego được phân chia giữa Chile và Argentina, lần lượt kiểm soát phần phía tây và phía đông của đảo chính, Chile kiểm soát các đảo phía nam eo biển Beagle và các đảo cực nam. Phần cực nam của quần đảo nằm ngay trên vĩ tuyến 56° Nam.
Khu định cư sớm nhất được biết đến tại Tierra del Fuego có niên đại vào khoảng năm 8.000 TCN. Người châu Âu lần đầu khám phá quần đảo trong chuyến thám hiểm của Ferdinand Magellan vào năm 1520. Tierra del Fuego và những cách đặt tên tương tự bắt nguồn từ việc họ nhìn thấy nhiều đống lửa mà người bản địa thắp lên.
Việc người gốc châu Âu định cư và người dân bản địa bị thay thế bắt đầu từ nửa sau thế kỷ 19, vào lúc đỉnh cao của cơn bùng nổ chăn nuôi cừu Patagonia và cơn sốt vàng địa phương. Ngày nay, hoạt động khai thác dầu mỏ chiếm ưu thế trong kinh tế ở phía bắc Tierra del Fuego, trong khi du lịch, sản xuất và hậu cần cho châu Nam Cực đóng vai trò quan trọng ở phía nam.

## Lịch sử

### Tiền sử

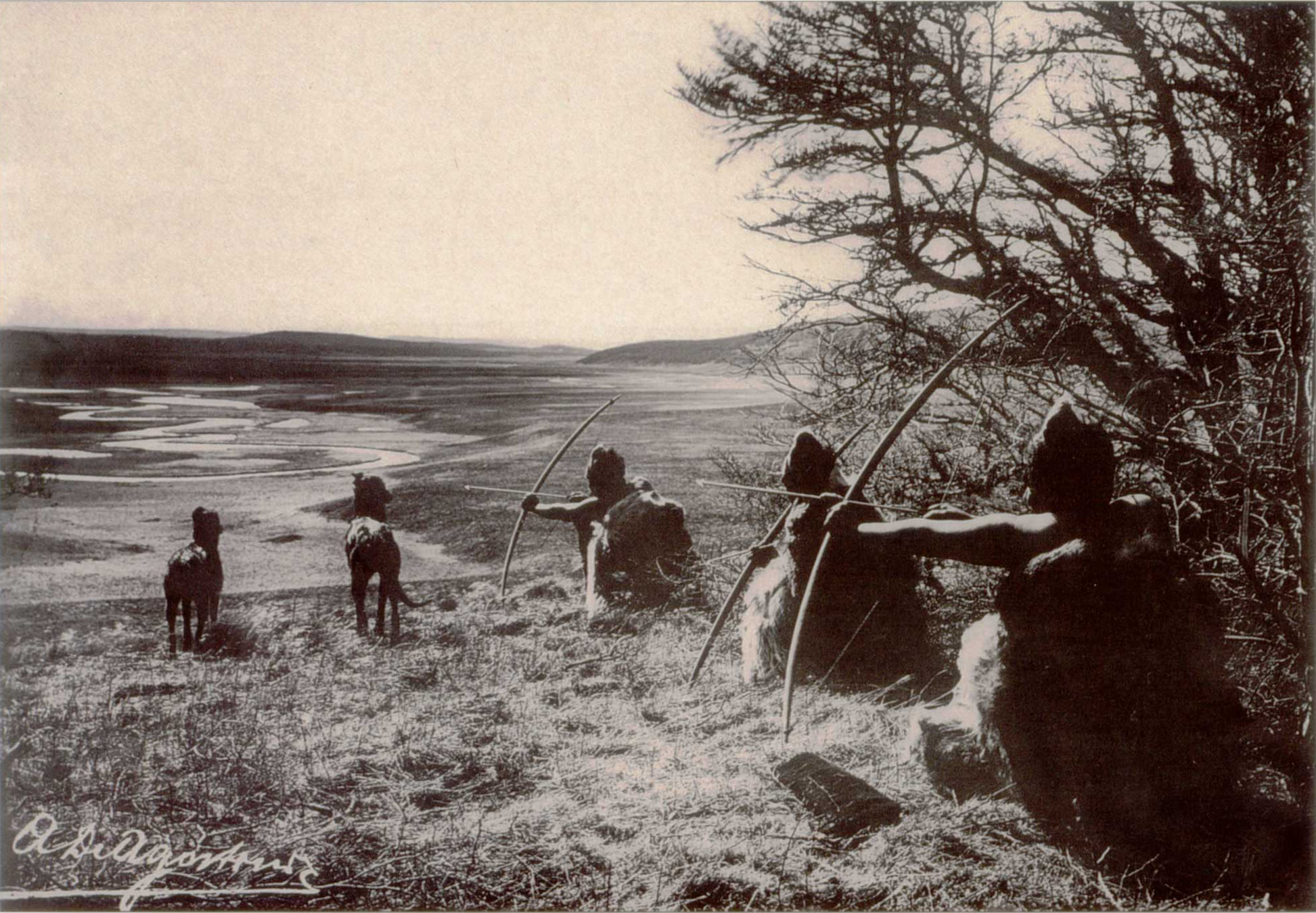
Những người săn bắn Selk'nam

Khu định cư sớm nhất xuất hiện vào khoảng năm 8.000 TCN. Người Yaghan là một trong số những người sớm nhất được biết đến định cư ở Tierra del Fuego. Các địa điểm khảo cổ với đặc điểm văn hóa của họ  được tìm thấy tại các địa điểm như đảo Navarino.

### Người châu Âu thám hiểm
Tên gọi  Tierra del Fuego được đặt bởi nhà thám hiểm người Bồ Đào Nha Ferdinand Magellan khi ông đi thuyền cho quân chủ Tây Ban Nha vào năm 1520; ông là người châu Âu đầu tiên đến thăm những vùng đất này. Ông tin rằng mình đang nhìn thấy nhiều ngọn lửa (fuego trong tiếng Tây Ban Nha) của người Yaghan, là thứ có thể nhìn thấy được từ ngoài biển, và rằng "người Ấn Độ" đang đợi trong rừng để phục kích hạm đội của ông
Năm 1525, Francisco de Hoces là người đầu tiên suy đoán rằng Tierra del Fuego là một hoặc nhiều hòn đảo chứ không phải là một phần của thứ mà sau này được gọi là Terra Australis. Francis Drake vào năm 1578 và chuyến thám hiểm của Công ty Đông Ấn Hà Lan vào năm 1616 đã tìm hiểu thêm về địa lý quần đảo. Cuộc thám hiểm thứ hai đặt tên Mũi Sừng tại đảo Hornos.
Trong chuyến hành trình đầu tiên với HMS Beagle vào năm 1830, Robert FitzRoy đón bốn người Fuego bản địa, trong đó có "Jemmy Button" (Orundellico) và đưa họ đến Anh. Ba người sống sót sau chuyến hành trình được đưa đến London để gặp quốc vương và vương hậu, và trong một thời gian họ trở thành những người nổi tiếng. Họ quay trở lại Tierra del Fuego trên tàu Beagle cùng với FitzRoy và nhà khoa học Charles Darwin, ông ghi chép chi tiết về chuyến thăm quần đảo của mình.

### Thực dân hóa (1860–1910)
Trong nửa sau thế kỷ 19, quần đảo bắt đầu chịu ảnh hưởng của Chile và Argentina. Cả hai quốc gia đều tìm cách tuyên bố chủ quyền đối với toàn bộ quần đảo dựa trên các quyền sở hữu thuộc địa theo pháp lý của Tây Ban Nha. Các đoàn truyền giáo Công giáo Salesian được thành lập ở Río Grande và đảo Dawson.
Các nhà truyền giáo Anh giáo thành lập các đoàn truyền giáo trên đảo Keppel vào năm 1855, thành lập các đoàn mới vào năm 1870 tại Ushuaia. Những sứ đoàn này tiếp tục hoạt động trong suốt thế kỷ XIX. Nhà truyền giáo Thomas Bridges (1842–1898) học ngôn ngữ bản địa và biên soạn một cuốn từ điển và ngữ pháp tiếng Yaghan dài 30.000 từ khi ông làm việc tại Ushuaia. Nó được xuất bản vào thế kỷ 20 và được coi là một công trình dân tộc học quan trọng.
Một đoàn thám hiểm Chile năm 1879 do Ramón Serrano Montaner dẫn đầu đã báo cáo một lượng lớn vàng sa khoáng trong các dòng suối và lòng sông của Tierra del Fuego. Điều này thúc đẩy quá trình di cư ồ ạt đến đảo chính từ năm 1883 đến năm 1909. Nhiều người Argentina, Chile và Croatia định cư trên đảo chính, dẫn đến xung đột gia tăng với người Selk'nam bản địa. Những cơn sốt vàng vào cuối thế kỷ 19 này đã dẫn đến việc thành lập nhiều khu định cư nhỏ của những người nhập cư, như các khu định cư Ushuaia và Río Grande của Argentina và các khu định cư Porvenir và Puerto Toro của Chile.
Nhà thám hiểm người Romania Julius Popper là một trong những doanh nhân thành công nhất trong khu vực. Ông được chính phủ Argentina cấp quyền khai thác bất kỳ mỏ vàng nào mà ông tìm thấy ở Tierra del Fuego, Popper được xác định là nhân vật trung tâm trong cuộc diệt chủng người Selk'nam.
Sau khi tiếp xúc với người châu Âu, dân số của người Selk'nam và Yaghan bản địa bị giảm đáng kể do xung đột bất bình đẳng và sự đàn áp của những người định cư, bởi các bệnh truyền nhiễm mà người bản địa không có khả năng miễn dịch, và do di chuyển hàng loạt đến sứ đoàn Salesian trên đảo Dawson. Bất chấp những nỗ lực của những người truyền giáo, nhiều người bản địa đã chết. Ngày nay, chỉ còn lại một số ít người Selk'nam. Một số người Yaghan còn lại định cư tại Villa Ukika ở đảo Navarino; những người khác phân tán khắp Chile và Argentina.
Sau khi ký kết hiệp ước biên giới năm 1881, Tierra del Fuego được phân chia giữa Argentina và Chile; trước đây, quần đảo từng được cả hai nước tuyên bố chủ quyền toàn bộ.

### Hiện nay (1940–nay)
Năm 1945, một bộ phận của CORFO (từ viết tắt tiếng Tây Ban Nha của Tập đoàn Phát triển Sản xuất) của Chile tham gia vào hoạt động thăm dò dầu mỏ đã thực hiện một khám phá đột phá về dầu mỏ ở phía bắc Tierra del Fuego. Việc khai thác bắt đầu vào năm 1949 và vào năm 1950, nhà nước Chile thành lập ENAP (Công ty Dầu khí Quốc gia) để tiến hành việc khai thác và thăm dò dầu mỏ. Cho đến năm 1960, hầu hết dầu khai thác ở Chile đến từ Tierra del Fuego.
Trong thập niên 1940, Chile và Argentina đưa ra các tuyên bố chủ quyền ở châu Nam Cực. Các chính phủ nhận ra vai trò quan trọng từ sự gần gũi về địa lý của Tierra del Fuego trong việc hỗ trợ các yêu sách của họ, cũng như cung ứng cho các căn cứ của họ ở châu Nam Cực. Vào thập niên 1950, quân đội Chile đã thành lập Puerto Williams để chống lại sự độc quyền của Ushuaia trong tư cách là khu định cư duy nhất ở eo biển Beagle, một khu vực nơi Argentina tranh chấp về biên giới năm 1881.
Trong thập niên 1960 và 1970, yêu sách chủ quyền của Argentina đối với quần đảo Picton, Lennox và Nueva ở Tierra del Fuego khiến hai nước đến bờ vực chiến tranh vào tháng 12 năm 1978. Để đối phó với mối đe dọa xâm lược của Argentina, Chile cho lập các bãi mìn và boongke trong một số khu vực của Tierra del Fuego. Mối đe dọa chiến tranh khiến chế độ Pinochet của Chile cung cấp thông tin và hỗ trợ hậu cần cho người Anh trong Chiến tranh Falklands năm 1982. Radar của Chile cung cấp cho người Anh thông tin về các chuyển động của máy bay phản lực Argentina ở Tierra del Fuego, từ đó Không quân Argentina tiến hành các cuộc tấn công vào các mục tiêu ở quần đảo Falkland.
Năm 1986, Quốc hội Argentina quyết định rằng phần Tierra del Fuego của Argentina phải là một tỉnh mới; luật không được ban hành cho đến ngày 26 tháng 4 năm 1990.

## Địa lý

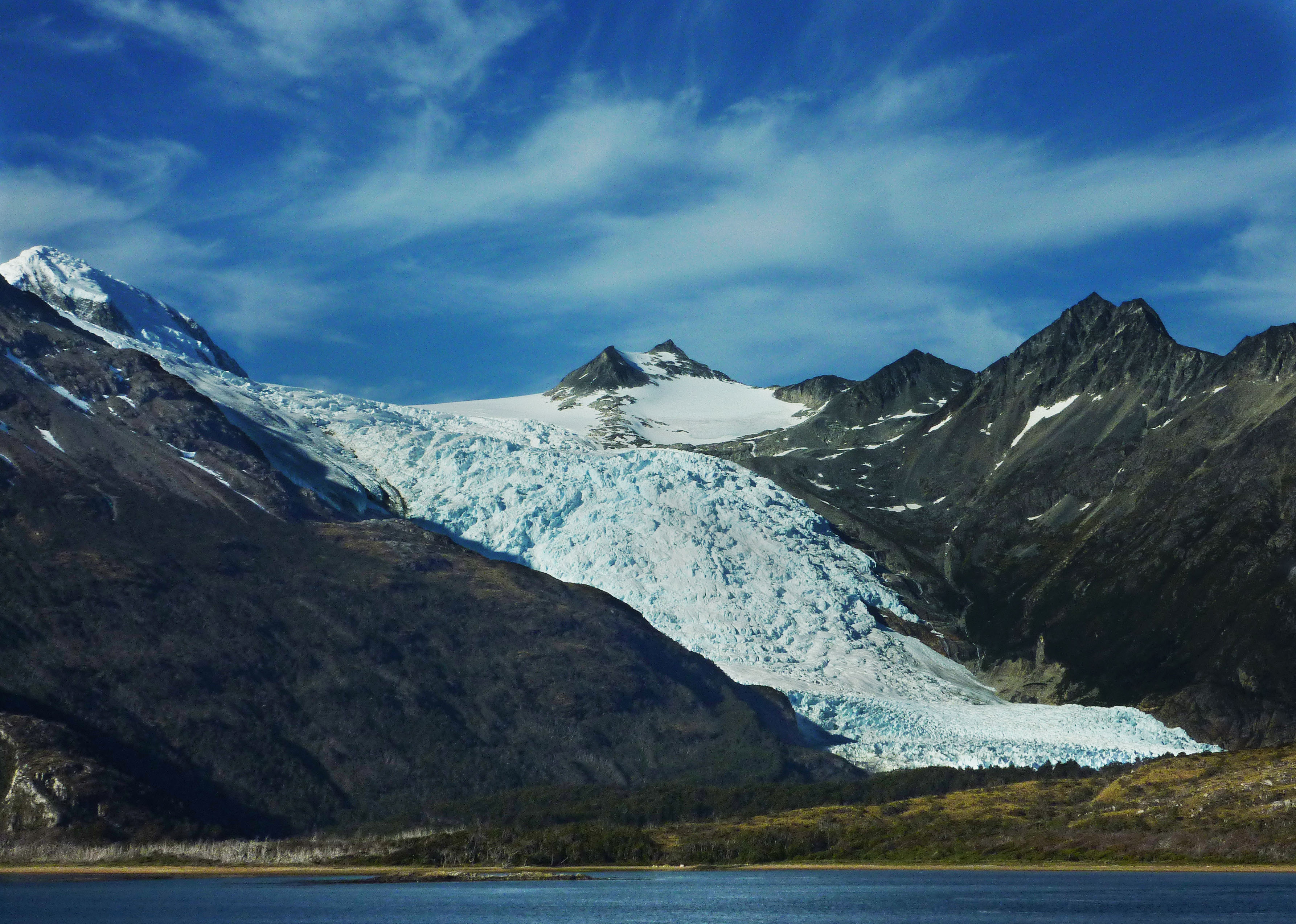
Sông băng tại vườn quốc gia Alberto de Agostini

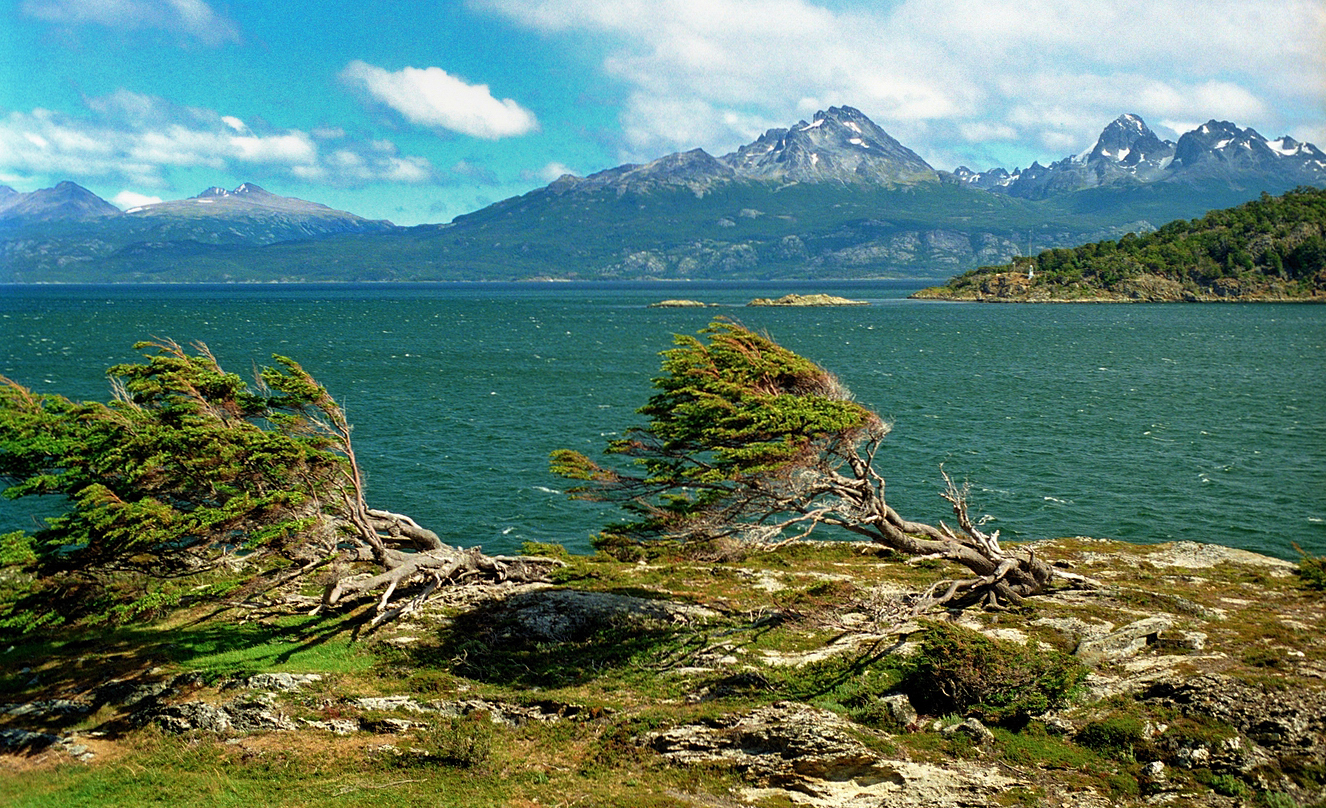
Nothofagus, Puerto Harberton

Quần đảo bao gồm một đảo chính là Isla Grande de Tierra del Fuego, thường được gọi đơn giản là Tierra del Fuego hoặc Isla Grande, với diện tích 48.100 km2 và một nhóm các đảo nhỏ hơn. Trên đảo chính, phần phía tây có diện tích 29.484,7 km2 (61,43%) thuộc về Chile và 18.507,3 km2 (38,57%) thuộc về Argentina. Quần đảo được chia cắt bởi một kênh đông-tây là eo biển Beagle, ngay phía nam đảo chính. Các hòn đảo lớn nhất ở phía nam của eo biển Beagle là Hoste và Navarino.
Phần phía tây của đảo chính và hầu hết các đảo khác của quần đảo thuộc về Chile. Chúng là một phần của vùng Magallanes y Antártica Chilena, thủ phủ và thị trấn chính là Punta Arenas, nằm trên đại lục bên kia eo biển. Các thị trấn lớn nhất bên phía Chile là Porvenir nằm trên đảo chính là thủ phủ của tỉnh Tierra del Fuego của Chile, và Puerto Williams trên đảo Navarino là thủ phủ của tỉnh Antártica Chilena.
Puerto Toro nằm cách Puerto Williams vài km về phía nam. Có thể cho rằng, đó là ngôi làng cực nam trên thế giới. Các hòn đảo hầu như không có người ở phía bắc và phía tây của đảo chính là một phần của tỉnh Magallanes.
Phần phía đông của đảo chính và một vài đảo nhỏ ở eo biển Beagle thuộc về Argentina. Chúng là một phần của tỉnh Tierra del Fuego, Lãnh thổ châu Nam Cực và Quần đảo Nam Đại Tây Dương, có thủ phủ là Ushuaia, thành phố lớn nhất của quần đảo. Thành phố quan trọng khác trong khu vực là Río Grande bên bờ Đại Tây Dương.
Cordillera Darwin ở phía tây nam của đảo chính có nhiều sông băng vươn ra đến biển. Trong khi Núi Darwin trước đây được cho là ngọn núi cao nhất trong quần đảo, thì ngôi vị này hiện thuộc về một núi có tên không chính thức là Monte Shipton ở độ cao 2.580 m.
Địa hình của Tierra del Fuego có thể được chia thành bốn vùng: vùng quần đảo ngoại vi (Región Archipielágica) ở phía nam và phía tây, vùng núi ở phía nam (Región Cordillerana), vùng đồng bằng (Región de las Planicies Orientales) cộng với một vùng cận Andes ở giữa hai vùng trước (Región Sub-Andina Oriental).

### Địa chất
Địa chất của quần đảo được đặc trưng từ tác động của kiến tạo sơn Andes và các đợt băng hà Pleistocen lặp đi lặp lại. Địa chất của quần đảo có thể được chia thành các đơn vị lớn theo hướng đông-tây. Các hòn đảo phía tây nam của quần đảo, bao gồm Cape Horn, là một phần của batholith Nam Patagonia, trong khi Cordillera Darwin và khu vực xung quanh eo biển Beagle tạo thành dãy núi chính gồm những ngọn núi cao nhất. Vành đai vảy chờm Magallanes kéo dài về phía bắc của vịnh hẹp Almirantazgo và hồ Fagnano, và phía bắc của vùng này là mũi đất Magallanes, một bể trầm tích cũ có chứa trữ lượng hydrocarbon. Đá phiến ma có niên đại 525 triệu năm được cho là nền tảng của một số giếng dầu ở phía bắc Tierra del Fuego.
Đứt gãy Magallanes-Fagnano là một đứt gãy trượt ngang hình sin chạy qua phần phía nam của đảo chính từ tây sang đông. Đây là một đứt gãy đang hoạt động, nằm bên trong và song song với đai vảy chờm Fuego, đồng thời đánh dấu ranh giới giữa vành đai phía nam gồm các trầm tích meta Đại Cổ sinh và vành đai phía bắc gồm các chuỗi trầm tích Đại Trung sinh. Hồ Fagnano chiếm một vùng lõm do sông băng bào mòn, trong một lưu vực tách rời được phát triển dọc theo đới đứt gãy Magallanes-Fagnano.
Các loại đất Podzol và  inceptisol xuất hiện bên dưới các khu rừng Nothofagus betuloides tại Tierra del Fuego.

### Khí hậu

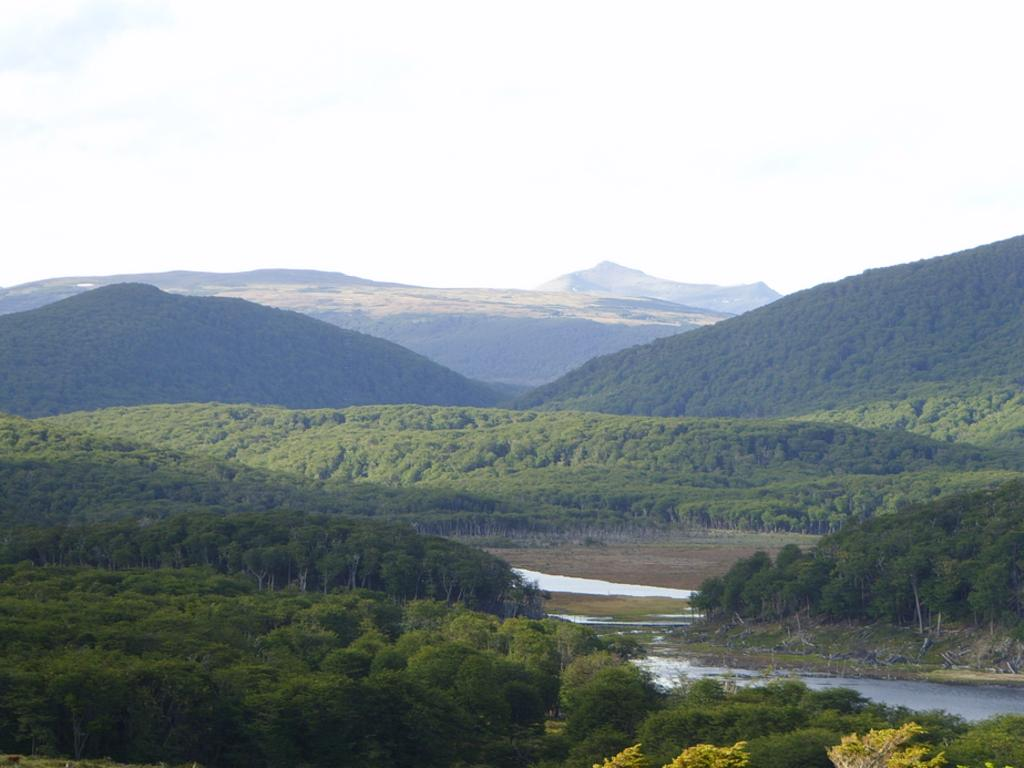
Thung lũng gần eo biển Beagle

Vùng Tierra del Fuego có khí hậu đại dương cận cực (phân loại khí hậu Köppen Cfc) với mùa hè ngắn, mát và mùa đông dài, ẩm, ôn hòa vừa phải: lượng mưa trung bình 3.000 mm một năm ở vùng viễn tây, nhưng lượng mưa giảm nhanh chóng về phía đông. Nhiệt độ ổn định quanh năm: ở Ushuaia nhiệt độ hầu như không vượt quá 9 °C vào mùa hè và trung bình 0 °C (32 °F) vào mùa đông. Tuyết rơi có thể xảy ra vào mùa hè. Mùa hè lạnh và ẩm giúp bảo tồn các sông băng cổ đại. Các hòn đảo cực nam có khí hậu cận Nam Cực điển hình của vùng lãnh nguyên khiến cây cối không thể phát triển. Một số khu vực trong nội địa có khí hậu vùng cực. Các khu vực trên thế giới có khí hậu tương tự như miền nam Tierra del Fuego là: quần đảo Aleutian, Iceland, quần đảo Faroe.

### Thực vật
Chỉ 30% quần đảo có rừng che phủ, được phân loại là rừng cận cực Magellan. Phần phía đông bắc của khu vực được tạo thành từ thảo nguyên và bán hoang mạc mát mẻ.
Sáu loài cây được tìm thấy ở Tierra del Fuego: canelo (Drimys winteri), Maytenus magellanica, Pilgerodendron uviferum, cây lá kim cực nam trên thế giới, và ba loài sồi phương nam: Nothofagus antarctica, Nothofagus pumilio, và Nothofagus betuloides thường xanh. Một số loại cây ăn quả mọc ở không gian trống trong những khu rừng này, chẳng hạn như dâu tây bãi biển (Fragaria chiloensis var. chiloensis forma chiloensis) và calafate (Berberis buxifolia), được người da đỏ và người gốc Âu thu hái từ lâu. Chúng là những khu rừng duy nhất trên thế giới phát triển trong khí hậu có mùa hè lạnh như vậy. Độ che phủ của cây kéo dài rất gần đến cực nam của Nam Mỹ. Gió mạnh đến mức cây cối ở những khu vực tiếp xúc với hướng gió bị mọc thành hình xoắn, khiến người ta gọi chúng là "cây cờ". Thảm thực vật cây kéo dài đến cực nam của khu vực là đảo Hornos , tuy nhiên quần đảo Wollaston chủ yếu được bao phủ bởi lãnh nguyên cận Nam Cực ngoại trừ những khu vực có che chắn gió để cây có thể sống sót.

Thực vật tại Tierra del Fuego
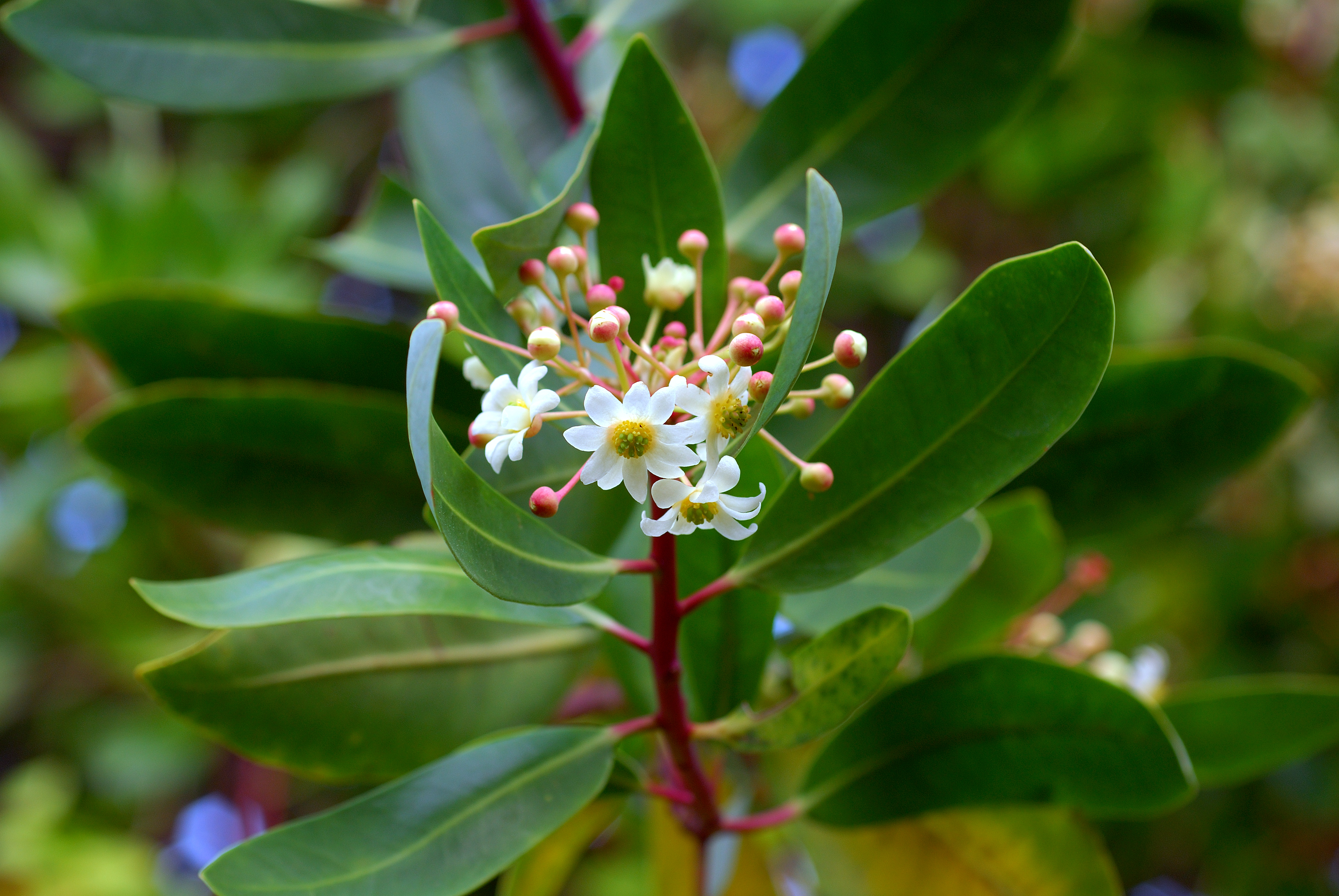
Hoa Drimys winteri
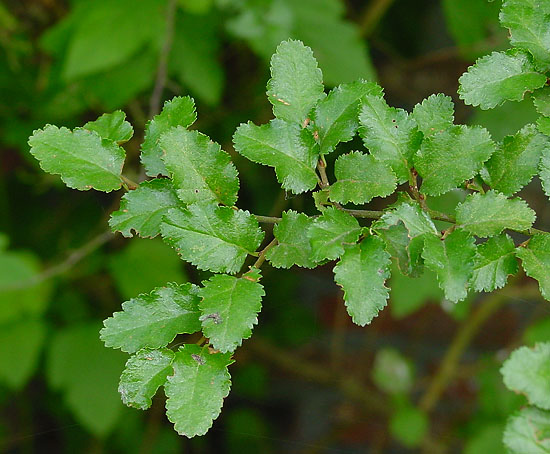
Nothofagus antarctica
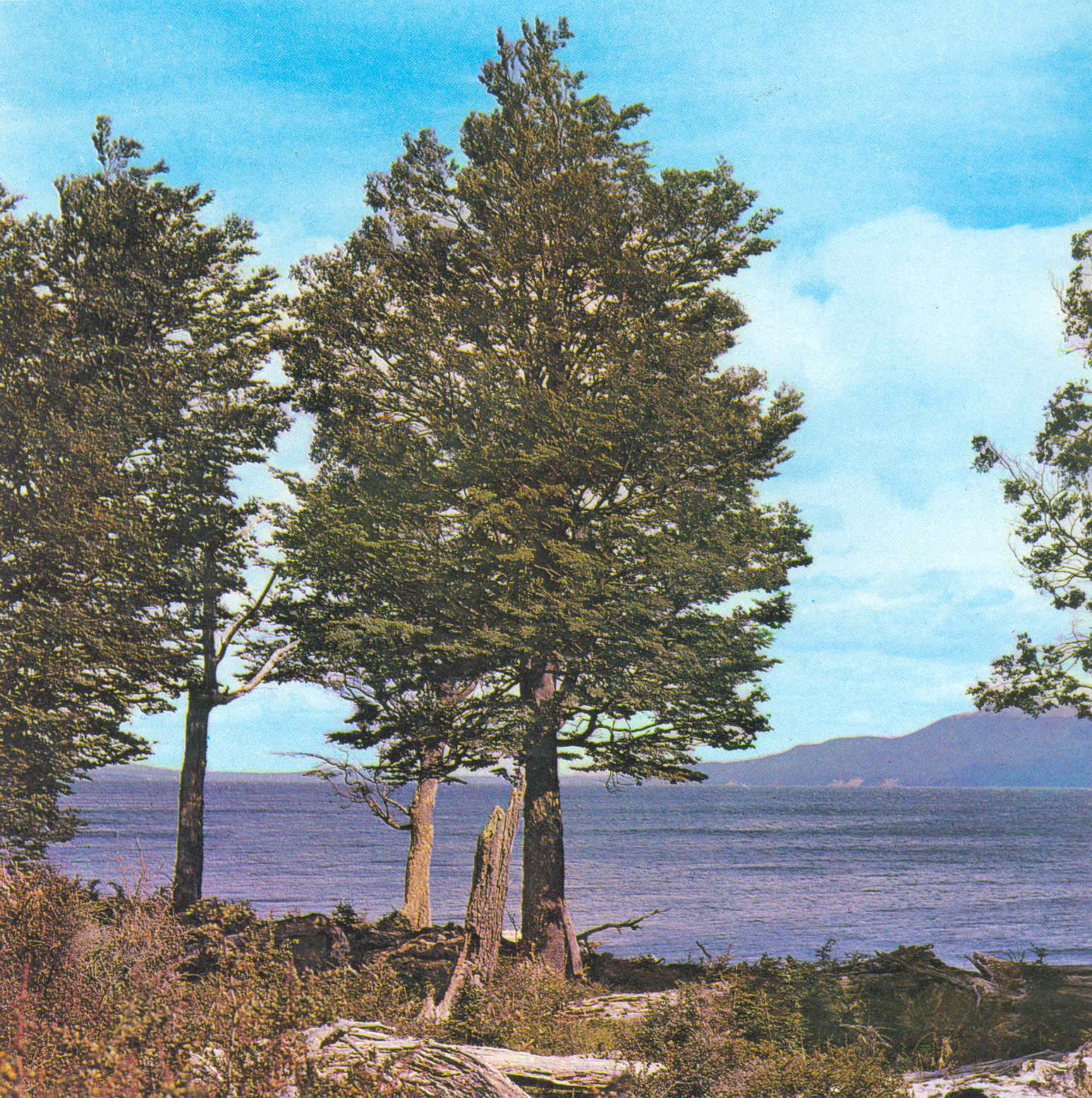
Nothofagus pumilio
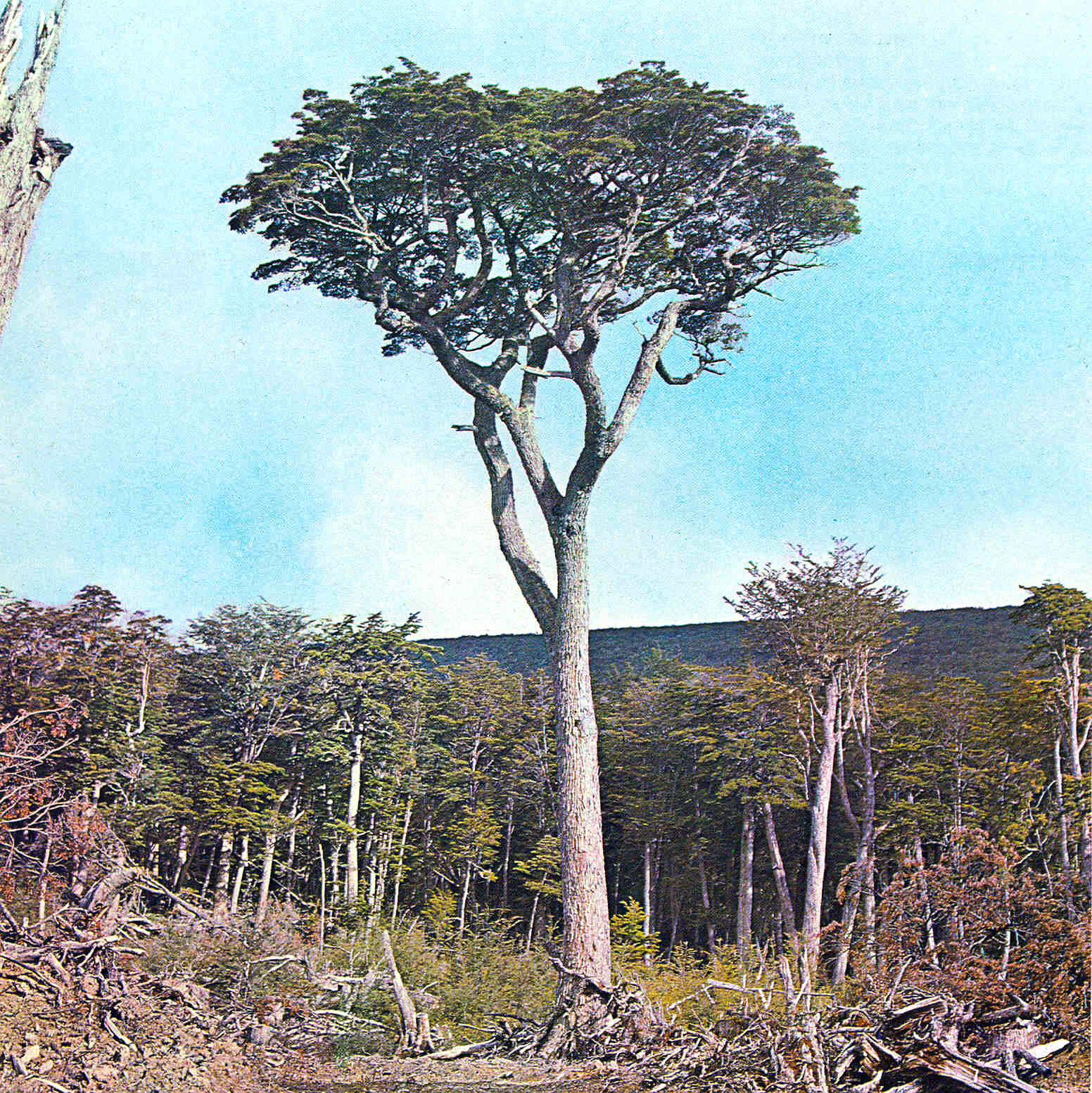
Nothofagus betuloides

Các khu rừng từ Tierra del Fuego đã mở rộng ra ngoài tầm quan trọng của địa phương. Những khu rừng này là nguồn cung cấp cây cối ra nước ngoài để trồng ở những nơi có khí hậu thực tế tương tự, nhưng ban đầu không có cây cối, chẳng hạn như Quần đảo Faroe và các quần đảo lân cận. Hầu hết các loài được thu thập từ những nơi lạnh nhất ở Tierra del Fuego, chủ yếu là các địa điểm có ranh giới với lãnh nguyên. Nỗ lực này dẫn đến những thay đổi tích cực, vì gió lớn và mùa hè mát ở Quần đảo Faroe vốn dĩ không cho phép cây cối từ các khu vực khác trên thế giới có thể mọc lên. Những cây nhập khẩu được sử dụng làm cảnh, làm rèm chắn gió và chống xói mòn do bão và chăn thả gia súc ở Quần đảo Faroe.

### Động vật

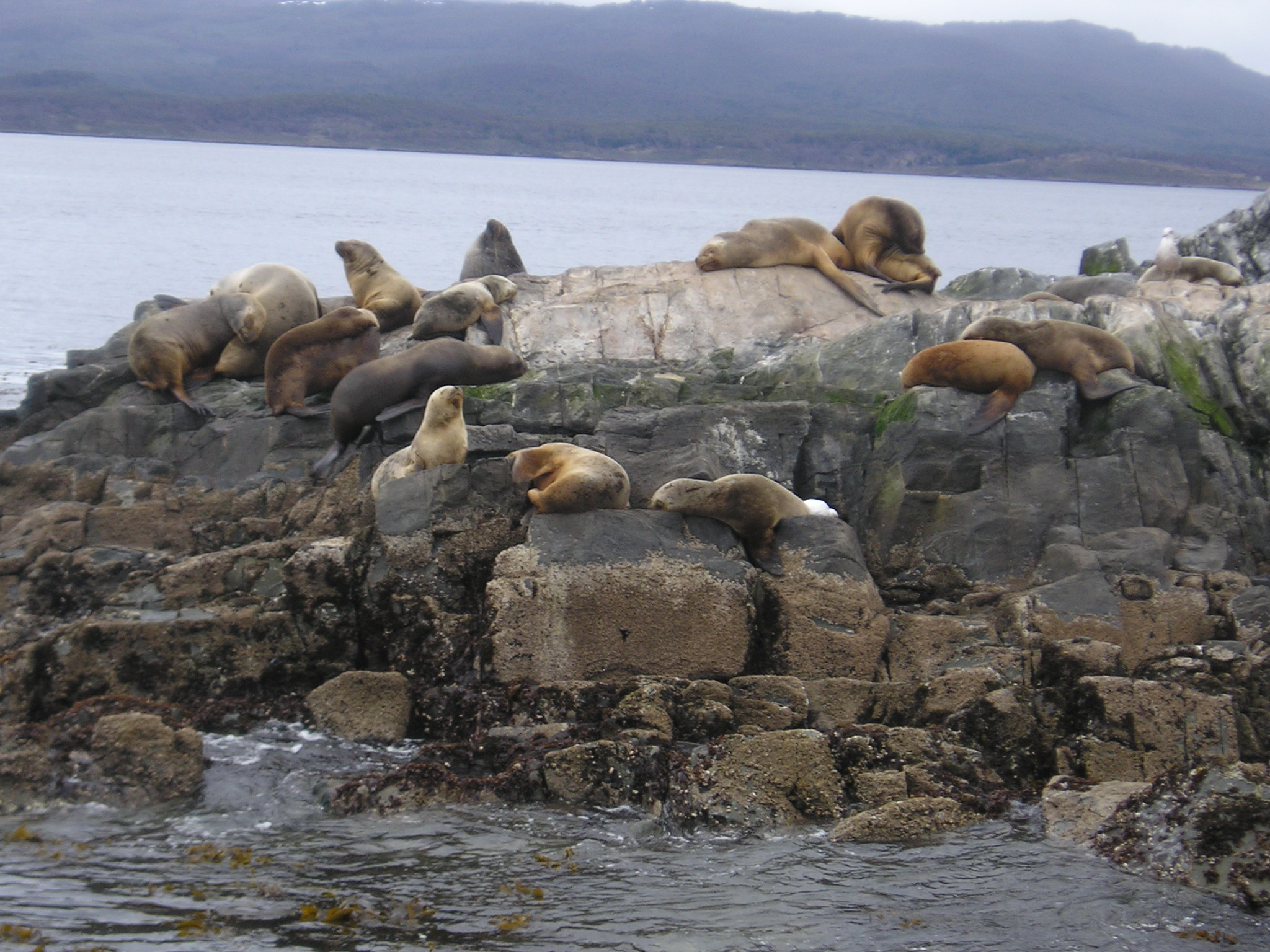
Sư tử biển tại Isla de los Lobos bên eo biển Beagle, gần Ushuaia

Một số loài động vật nổi bật trên quần đảo là vẹt đuôi dài phương nam, mòng biển, lạc đà Guanaco, cáo, bồng chanh, chim ưng, chim cánh cụt vua, cú và chim ruồi firecrown. Isla Grande de Tierra del Fuego là nơi sinh sống của loài thằn lằn cực nam của thế giới là Liolaemus magellanicus.
Hải ly Bắc Mỹ du nhập vào thập niên 1940, chúng sinh sôi nảy nở và gây thiệt hại đáng kể cho các khu rừng trên đảo. Các chính phủ từng thiết lập một chương trình rộng khắp để bẫy và giết hải ly ở Tierra del Fuego.
Giống như đại lục Chile và Argentina ở phía bắc, quần đảo này có một số nơi đánh bắt cá hồi chấm tốt nhất trên thế giới. Loài cá hồi chấm nâu di cư ra biển thường vượt quá 9 kg (20 lb), đặc biệt là ở các con sông như Rio Grande và San Pablo, và ở Lago Fagnano. Phần lớn vùng nước này thuộc sở hữu tư nhân, chỉ có thể bắt rồi thả và câu cá bằng mồi ruồi nhân tạo.
Vùng biển tiếp giáp với Tierra del Fuego rất đa dạng về động vật biển có vú. Số lượng cá voi trơn phương nam được nhìn thấy gần Tierra del Fuego tăng lên kể từ thập niên 2000, cũng như cá voi lưng gù, và một số loài như cá voi xanh, cá voi vây, cá voi Sei, và cá voi Minke Nam Cực. Eo biển Beagle là khu vực nổi tiếng để quan sát các loài cá heo đặc hữu, quý hiếm, và loài cá voi đầu bò lùn ít được nghiên cứu.
Các loài chân vây sinh sống trong khu vực bao gồm sư tử biển Nam Mỹ (Otaria flavescens), hải cẩu lông mao Nam Mỹ (Arctophoca australis), hải cẩu báo (Hydrurga leptonyx) ăn thịt và hải cẩu, và hải tượng phương nam (Mirounga leonine).

## Kinh tế
Ngày nay, các hoạt động kinh tế chính của quần đảo là đánh cá, khai thác khí đốt tự nhiên và dầu mỏ, chăn nuôi cừu và du lịch sinh thái. Du lịch đang trở nên quan trọng và ngày càng trở nên quan trọng vì nó thu hút nhiều du khách thượng lưu. Phần lớn hoạt động du lịch dựa trên các tuyên bố "cực nam": ví dụ, cả Ushuaia và Puerto Williams đều tuyên bố là "thành phố cực nam trên thế giới". Về phía Tierra del Fuego của Argentina, chính phủ đã thúc đẩy việc thành lập một số công ty điện tử thông qua miễn trừ thuế phí, đặc biệt là ở thành phố Río Grande.
Sản xuất năng lượng là một hoạt động kinh tế quan trọng. Về phía Argentina của Tierra del Fuego trong giai đoạn 2005-2010, khai thác dầu mỏ và khí đốt tự nhiên đã đóng góp tới 20% sản lượng kinh tế của khu vực.

## Mỹ thuật
- Alexander Buchan tham gia chuyến đi đầu tiên năm 1768–1771 của James Cook trên tàu HMS Endeavour, ông là một trong những nghệ sĩ trong đoàn tùy tùng của nhà thực vật học Joseph Banks. Tàu nỗ lực thả neo ở vịnh Buen Suceso vào ngày 15 tháng 1 năm 1769. Từ đó, ông bắt đầu tham gia một chuyến thám hiểm ở Terra del Fuego.
- Là một họa sĩ tàu thủy, Conrad Martens đã vẽ và tạo ra những bức tranh màu nước vào năm 1833 và 1834 trong chuyến đi thứ hai của HMS Beagle ở Tierra del Fuego.[37][38]
- Họa sĩ và nhà in thạch bản người Pháp Évremond de Bérard minh họa tạp chí du lịch "Le Tour du Monde" với họa tiết Tierra del Fuego vào năm 1861.
- Họa sĩ người Mỹ Rockwell Kent vẽ "hơn hai mươi bức tranh lớn về Tierra del Fuego" trong thời gian ông ở Tierra del Fuego vào năm 1922 và 1923, như ông đã tường thuật trong cuốn tự truyện "It's Me O Lord: The Autobiography of Rockwell Kent".
- Họa sĩ người Đức Ingo Kühl từng tới Tierra del Fuego ba lần, tại đây ông tạo ra những bức tranh trong một chu kỳ mang tên Landscapes of the End of the World (2005)[39]

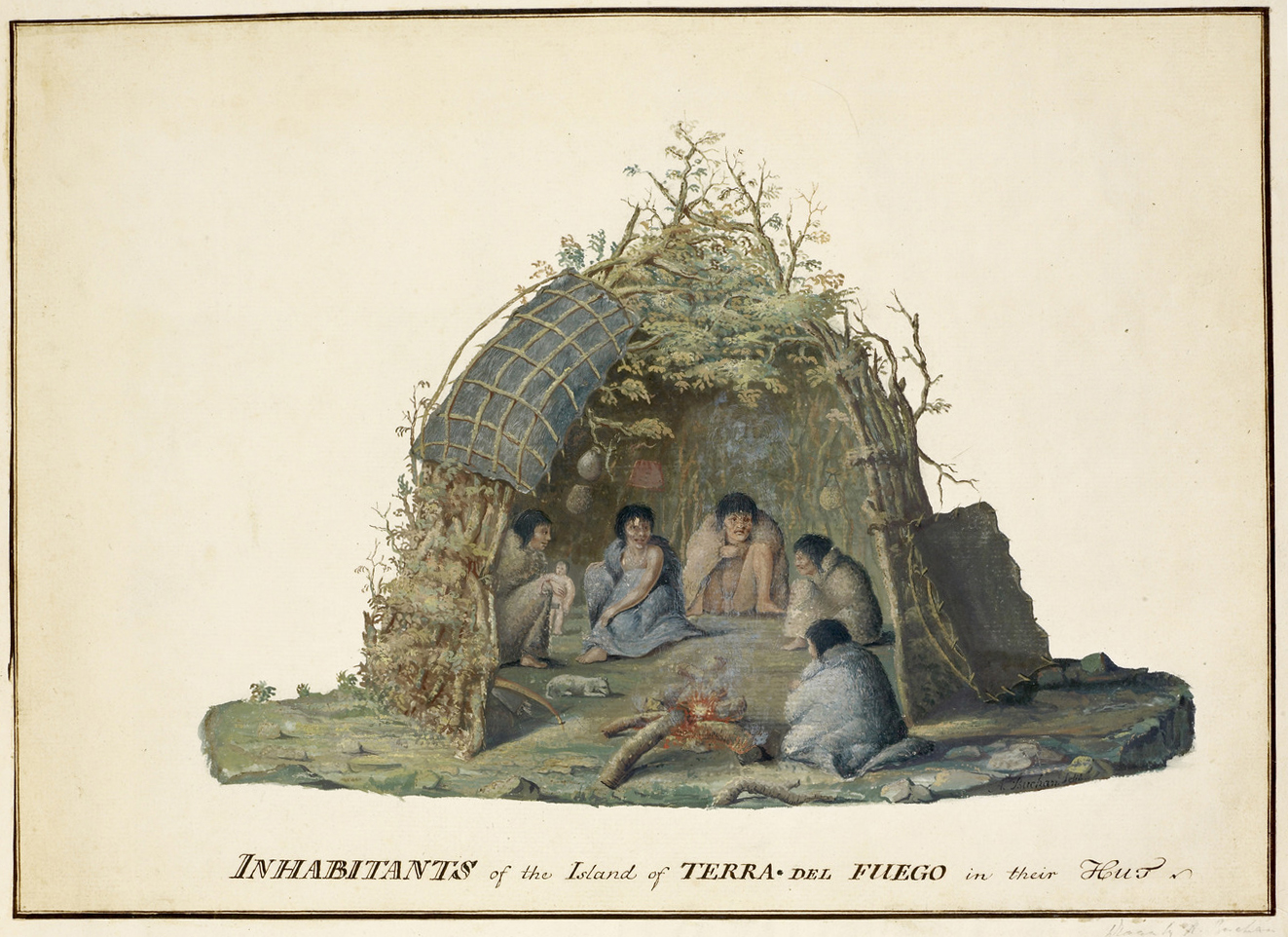
Cư dân Tierra del Fuego của Alexander Buchan, 1769
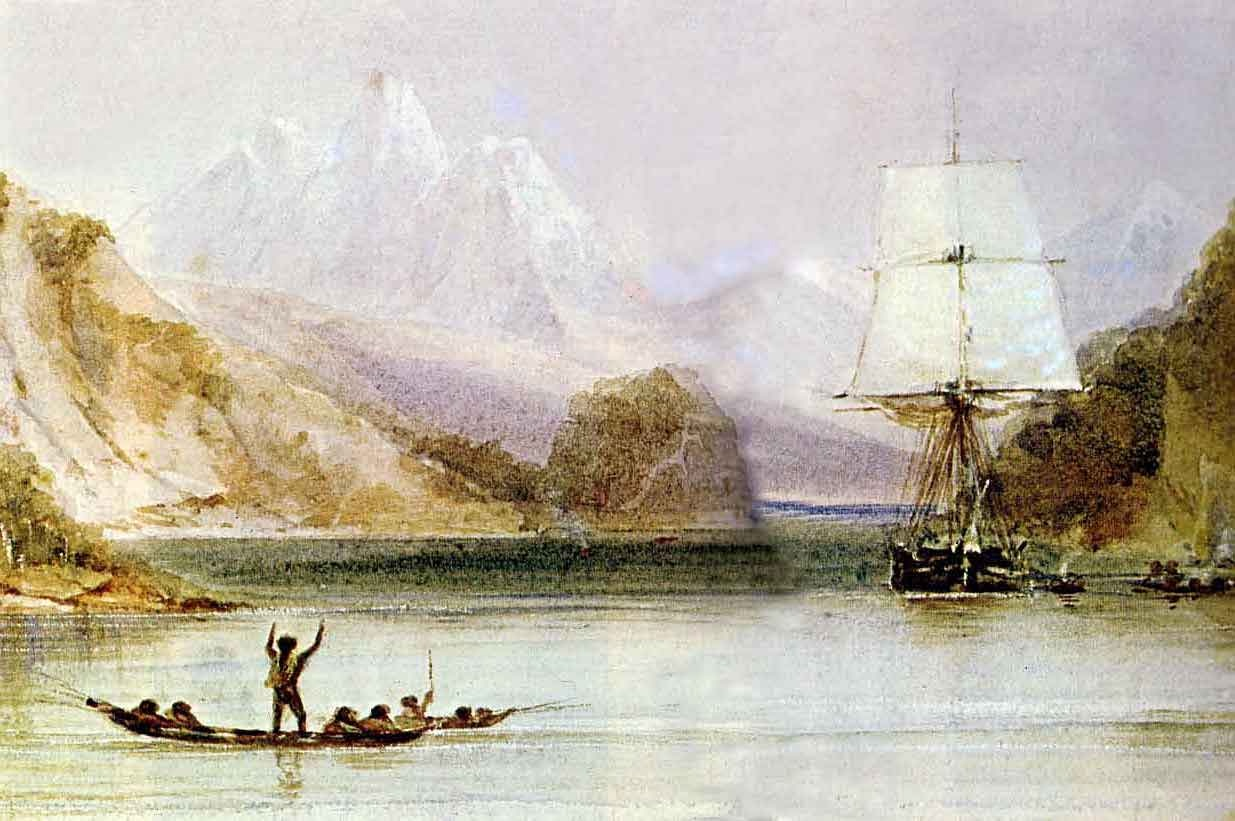
HMS "Beagle" tại Tierra del Fuego của Conrad Martens, giữa 1832 và 1836
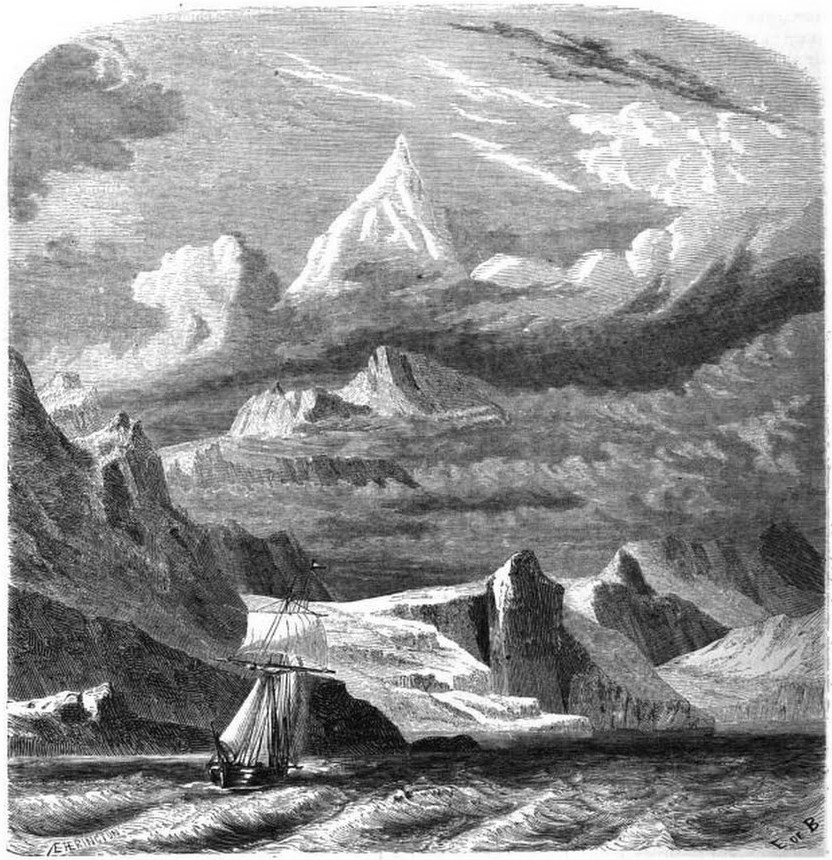
Tierra del Fuego, Monte Sarniento nhìn từ Mũi Froward của Évremond de Bérard, 1861
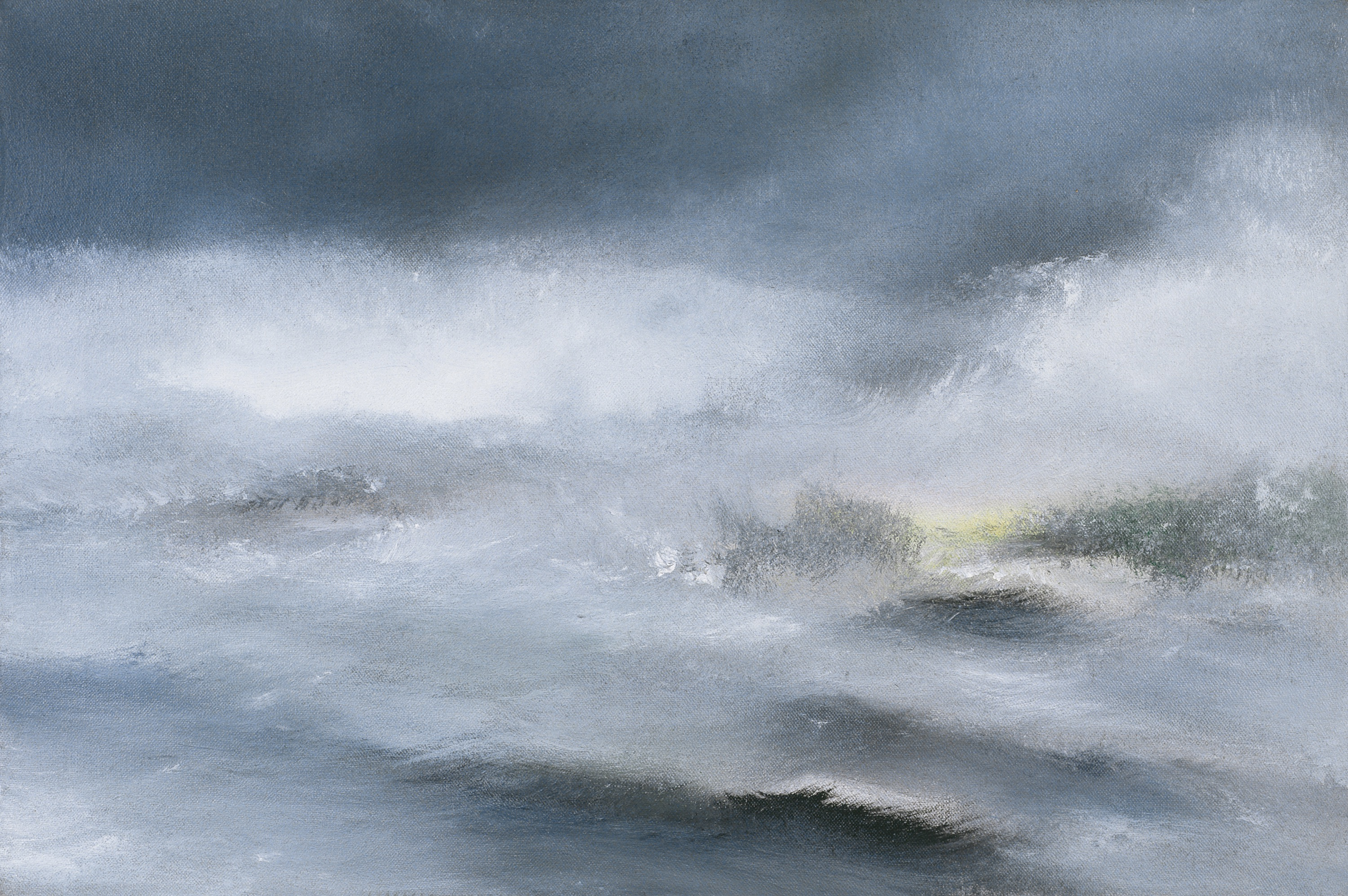
Sông băng (eo biển Beagle) của Ingo Kühl, vẽ năm 2005 tại Punta Arenas